# 锚鱼

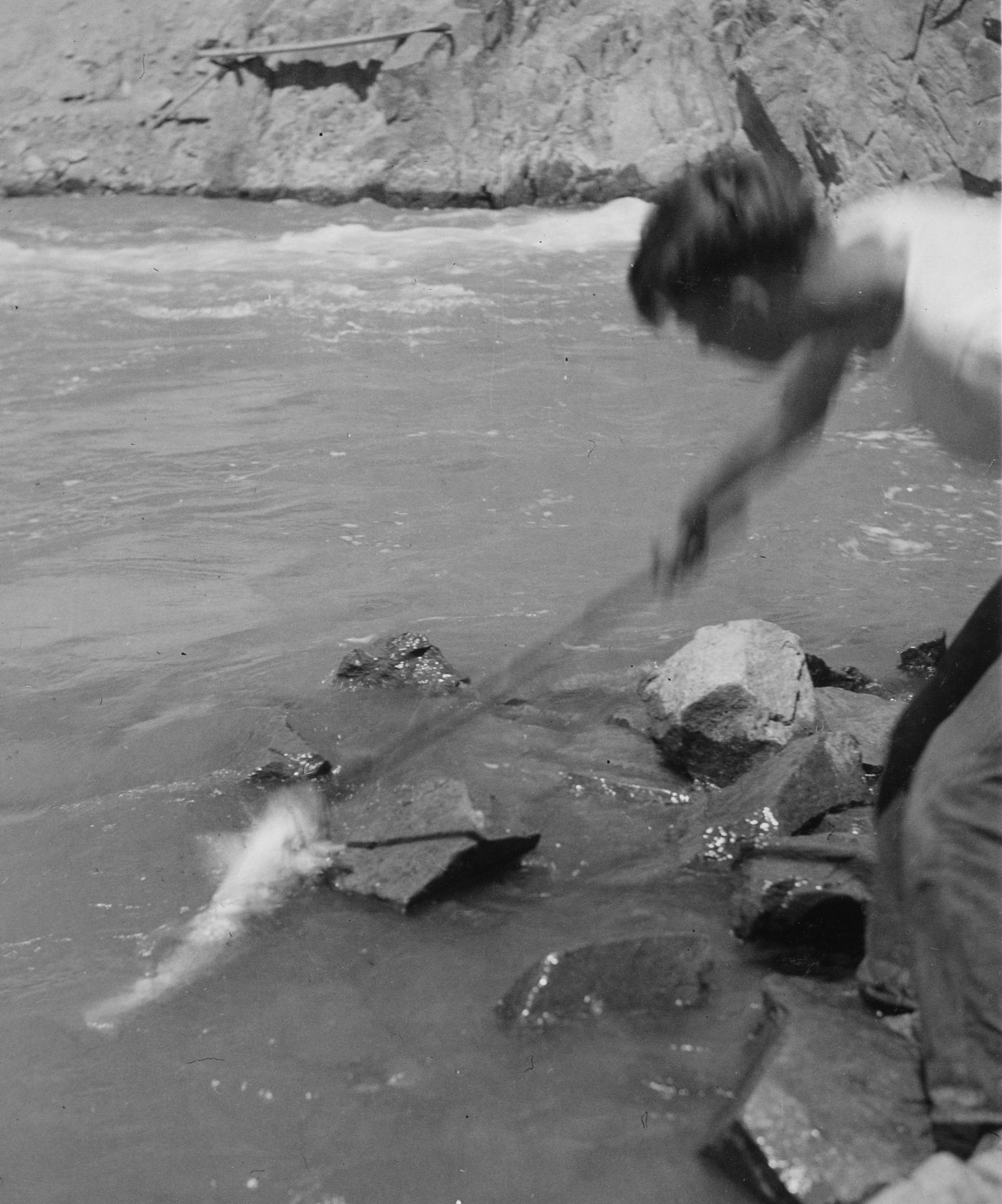
美国爱达荷州的捕鱼人锚捕帝王鲑

锚钩捕鱼（英語：snag fishing）也称锚鱼（snagging）、锚捕（snatching）或恶钩（foul hooking），是一种用鱼线牵引的锋利抓钩（锚钩）从外侧刺入并钩挂鱼类身体的捕鱼方式，通常使用细长锋利的多尖钩、甚至多钩钓组来增加成功概率。锚鱼可能会分开使用鱼饵、散饵或加重的拟饵将鱼吸引到锚钩附近，然后完全依赖捕鱼者突然扯线时锚钩的锋利尖端“抠”进鱼身，不像钓鱼那样需要鱼主动将较小的鱼钩吞下后才能从鱼嘴内挂住。
有些鱼类（比如匙吻鲟）是不容易被鱼饵轻易吸引的滤食性动物，用常见的垂钓方法并不十分有效，所以会使用鱼网或直接物理穿刺的手段捕捉（比如刺鱼、射鱼以及锚鱼）。而那些可以被鱼饵和鱼钩诱捕的掠食鱼类，使用锚鱼手段通常不被允许，因为这有违“公平追赶”（fair chase）的捕猎道德而且容易引起过度捕捞（特别是使用多钩钓组的时候）。而且锚钩的尖刺尺寸会对鱼体外侧造成较为严重的贯穿和撕裂伤口，即使钓后就放也会因为失血、感染和脏器创伤使得鱼难以存活，在社会舆论上也会引发有关虐待动物的争议。

## 技巧
在将锚钩抛入水中后，捕鱼者会耐心等待鱼接近，然后将鱼线慢慢收回使得锚钩紧贴鱼的上方。在鱼和钩对准后，捕鱼者会迅速扯线让锚钩回抽并挂住鱼身，然后将鱼一同拉出水面。
如果水质较清，捕鱼者通常可以看到目标的身影和波迹，但锚钩上一般会有比较鲜艳的布条帮助确定位置。现今的一些人还会使用水下摄像机直接观察锚钩相对鱼的位置（即可视锚鱼）然后扯钩。

## 合法性
比起钓鱼用的鱼钩，锚钩的尺寸较大而且更为锋利（因为需要刺穿带有鱼鳞的鱼皮），对鱼身所造成的创口也更大更深，如果钩住鱼鳃即使没有直接把鱼钩死也会使其受较重的伤，就算被放流也很难愈合存活。加上锚钩通常有多尖，有时会连带钩住多条鱼，越是挣扎受伤越重，若是挣脱则可能直接撕下皮肉，因此被看做是较为血腥暴力不人道的一种捕鱼方式。

### 美国
在美国，锚鱼的合法性和其它捕鱼方式一样受所在州的野生动物机构管控：
| State        | Status                 |
| ------------ | ---------------------- |
| 亚拉巴马州   | 禁止（有例外）         |
| 阿拉斯加州   | 禁止（有例外）         |
| 亚利桑那州   | 禁止（有例外）         |
| 阿肯色州     | 禁止（有例外）         |
| 加利福尼亚州 | 禁止（有例外）         |
| 科罗拉多州   | 禁止（有例外）         |
| 康乃狄克州   | 禁止（有例外）         |
| 特拉华州     | 禁止（有例外）         |
| 华盛顿特区   | 非法                   |
| 佛罗里达州   | 未知                   |
| 佐治亚州     | 非法                   |
| 夏威夷州     | 合法，但有些地区禁止   |
| 爱达荷州     | 非法                   |
| 伊利诺伊州   | 有些季节的一些鱼种合法 |
| 印第安纳州   | 非法                   |
| 艾奥瓦州     | 禁止（有例外）         |
| 堪萨斯州     | 匙吻鲟合法             |
| 肯塔基州     | 有些鱼种合法           |
| 路易西安那州 | 禁止（有例外）         |
| 缅因州       | 禁止（有例外）         |
| 马里兰州     | 非法                   |
| 马萨诸塞州   | 非法                   |
| 密歇根州     | 非法                   |
| 明尼苏达州   | 非法                   |
| 密西西比州   | 未知                   |
| 密苏里州     | 禁止（有例外）         |
| 蒙大拿州     | 禁止（有例外）         |
| 内布拉斯加州 | 禁止（有例外）         |
| 内华达州     | 禁止（有例外）         |
| 新罕布什尔州 | 淡水区禁止             |
| 新泽西州     | 禁止（有例外）         |
| 新墨西哥州   | 禁止（有例外）         |
| 纽约州       | 禁止（有例外）         |
| 北卡罗来纳州 | 非法                   |
| 北达科他州   | 禁止（有例外）         |
| 俄亥俄州     | 禁止（有例外）         |
| 俄克拉荷马州 | 禁止（有例外）         |
| 俄勒冈州     | 禁止（有例外）         |
| 宾夕法尼亚州 | 非法                   |
| 罗德岛州     | 非法                   |
| 南卡罗来纳州 | 合法，但有些地区禁止   |
| 南达科他州   | 禁止（有例外）         |
| 田纳西州     | 禁止（有例外）         |
| 得克萨斯州   | 非法                   |
| 犹他州       | 非法                   |
| 佛蒙特州     | 非法                   |
| 弗吉尼亚州   | 非法                   |
| 华盛顿州     | 非法                   |
| 西弗吉尼亚州 | 特殊鱼种允许           |
| 威斯康辛州   | 非法                   |
| 怀俄明州     | 非法                   |

### 英国
在英国，锚捕鲑鱼、鳟鱼和其它淡水鱼是非法行为，违反1975年颁布的《鲑鱼与淡水渔业法》（Salmon and Freshwater Fisheries Act 1975）的第一条。在此之前，锚鱼就在1851年被英国国会法令禁止，但禁令在当时仅局限于鲑鱼和鳟鱼，直到1961年发布的《布莱迪斯洛报告》（Bledisloe Report）判定锚鱼并非商业或运动目的可以允许的捕鱼方式，反而是偷猎常用的手段，因此在1975年将禁令修正并扩展至所有淡水鱼。

### 中国
在中华人民共和国，锚钩属于非法渔具，进行锚鱼（特别是配用水下摄像头的可视锚鱼）作业会触犯《中华人民共和国刑法》的第340条而犯有非法捕捞水产品罪，轻者罚款、没收并销毁渔具，情节严重的处三年以下有期徒刑、拘役、管制或者罚金。但各地方政府的渔政部门的执法能力参差不齐，选择性执法十分常见，因此锚鱼现象仍屡禁不止。而且因为中国地方执法人员普遍对渔业学缺乏专业知识且有懒政心理，一些官吏甚至抱有官本位阶级歧视的虚荣心，没有深入学习了解钓鱼文化的主观能动性，许多路亚使用的三尖钩拟饵也因为钩的大致外形相似（虽然尺寸和钩口宽度都相差很远）而被直接武断判定成了锚钩而被禁用，许多钓鱼人也被当做锚鱼者而遭到逮捕和处罚。